# Base aérienne de Kitona
L'aéroport de Kitona  (code OACI : FZAI) est un aéroport de la base militaire situé à 5 km au nord de la ville de Kitona dans la province de Kongo-central en République démocratique du Congo,.
Jusqu'en 2007, il était commandé par le général de division Rigobert Massamba Musungu de l'armée de l'air congolaise.
L'aéroport se trouve à une altitude de 394 pieds (120 m) au-dessus du niveau moyen de la mer. Il a une piste avec une surface asphaltée mesurant 2 400 sur 45 mètres (7 874 pi × 148 pi).

## Situation
| Bandundu Basango Mboliasa Bunia Gbadolite Gemena Goma Ilebo Kalemie Kananga Kikwit Kindu Kinshasa-Ndjili Kinshasa-N'Dolo Kisangani Kolwezi Lodja Lubumbashi Matari Matadi Mbandaka Mbuji Mayi Nioki Tshikapa Tshumbe |